# Fabulă politică
Format:Infocaseta Gen literar
Fabula politică este o subcategorie a fabulei, un gen literar alegoric în care personajele – adesea animale – întruchipează idei, tipuri umane sau valori. Fabula politică se remarcă prin transmiterea de mesaje cu caracter politic, critici la adresa puterii, a autorităților sau a ideologiilor dominante, într-un mod indirect și simbolic.

## Caracteristici
- Personajele sunt adesea animale sau obiecte antropomorfizate.
- Conținutul are un substrat politic, tratat sub forma unei alegorii.
- Tonul este frecvent satiric sau ironic.
- Include o morală, care transmite o lecție despre conducere, libertate sau corupție.

## Istoric
Fabula politică are rădăcini în Antichitate, în operele lui Esop și Fedru, dar a fost utilizată intens în:
- Epoca Iluminismului, de autori precum Jean de La Fontaine, care au combinat fabula cu critica socială;
- Secolul XX, în contexte represive, unde a devenit o formă de rezistență intelectuală.

Un exemplu emblematic al fabulei politice moderne este Ferma animalelor (Animal Farm) de George Orwell, o alegorie a regimului sovietic și a trădării idealurilor revoluției.

## Exemple notabile
- George Orwell – Ferma animalelor, 1945
- Jean de La Fontaine – Fables, 1668
- Monica Spiridon – Literatura și puterea, Ed. Univers, 2000
- Fabule contemporane anonime sau publicate în reviste satirice
- Fabule moderne distribuite în mediul online în contexte critice

## Rol în societate
Fabula politică permite exprimarea criticii într-un mod artistic, ferindu-se adesea de cenzură. Ea:
- reflectă realități politice într-un limbaj simbolic;
- educă publicul privind riscurile puterii absolute;
- stimulează gândirea critică.